# Mylocrita
Mylocrita é um gênero de traça pertencente à família Agonoxenidae.